# 多棘背棘魚
多棘背棘魚（学名：Polyacanthonotus challengeri）为條鰭魚綱狐鰮目背棘魚科多刺背棘魚屬下的一个种。该物种的栖息深度为777米至4560米，一般多在2000米至3000米深度活动。